# Det svär jag på
Det svär jag på, skriven av Lena Philipsson och Torgny Söderberg, var dansbandet Arvingarnas bidrag till den svenska Melodifestivalen 1999, där det blev en tredje plats. Under uppträdandet fungerade inte Casper Janebrinks mikrofon, och gruppen fick därför framföra sitt bidrag på nytt.
Den släpptes även på singel samma år. Låten var först tänkt att framföras av Lena Philipsson själv.
På den svenska singellistan placerade den sig som högst på 39:e plats. På Svensktoppen låg melodin i sammanlagt fyra veckor under perioden 10 april -15 maj 1999 , och nådde som bäst fjärde plats innan låten var utslagen .

## Listplaceringar
| Lista (1999) | Topplacering |
| ------------ | ------------ |
| Sverige      | 39           |